# アンドレイ・ホテーエフ
アンドレイ・ホテーエフ（ロシア語: Андре́й Ива́нович Хоте́ев, Andrej Hoteev, 1946年12月2日 - 2021年11月28日）は、サンクトペテルブルク出身のロシアのピアニスト。サンクトペテルブルクで1985年6月におけるスヴャトスラフ・リヒテルとの彼の出会いはアンドレイ・ホテーエフのピアノ演奏のうまいスタイルに深い影響を与えた。

## 略歴
5歳でピアノの学習を始める。モスクワ音楽院で名教師レフ・ナウモフに師事した。サンクトペテルブルクで1985年6月におけるスヴャトスラフ・リヒテルとの彼の出会いはアンドレイ・ホテーエフのピアノ演奏のうまいスタイルに深い影響を与えた。
1990年、 アムステルダムのコンセルトヘボウ、ロンドンのパーセル・ルーム、ハンブルクのライスハレにてデビュー。
1991年4月18日、 ディ・ヴェルト 誌は彼を  「非常に優れたさのある芸術家であり、目もくらむような高度な技術と畏敬の念を起こさせる力を持った演奏家だ」と評した。
1995年、パリのサル・プレイエルで初リサイタルを開く。
著名なオーケストラや指揮者との共演や、ソリストとしての活動によって。
安定した演奏技巧と豊かな情緒が特徴的で、とりわけチャイコフスキー1-4からすべてのピアノ協奏曲作品の解釈で知られており、世界各地でオーケストラと共演を続けるほか。著名なオーケストラや指揮者との共演や、ソリストとしての活動によって、世界中で現代の偉大な演奏家の一人として知られるようになった。
1993年以降は家族とともにドイツのハンブルクに移住している。

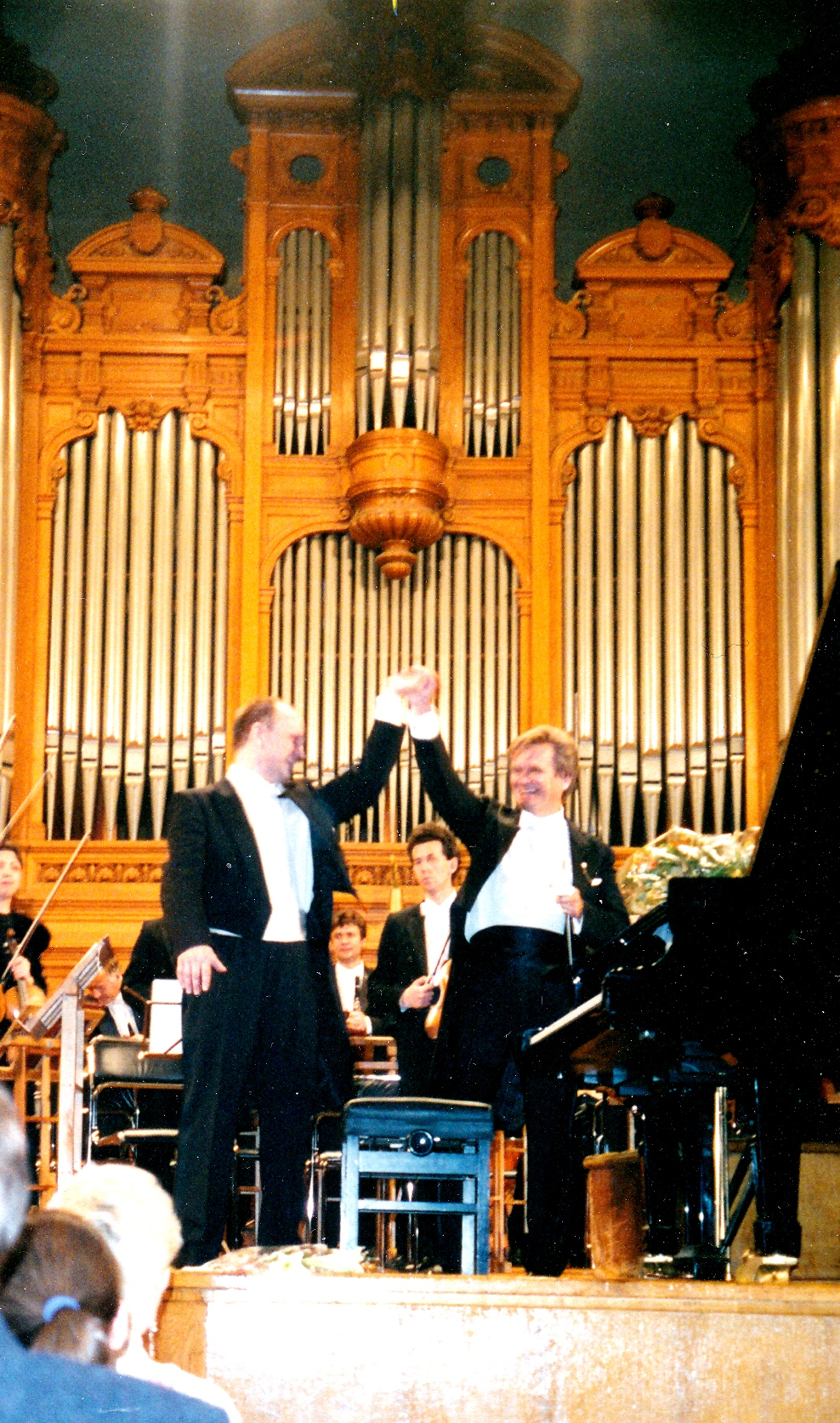
アンドレイ・ホテーエフ とウラジーミル・フェドセーエフ チャイコフスキー "四つのピアノ協奏曲" モスクワ・ワールド・プレミア

2021年11月28日に死去。74歳没。

## 主なレパートリー
ムソルグスキー、チャイコフスキー、リスト、ショスタコーヴィチ、ラフマニノフ、スクリャービン、プロコフィエフ、ベートーヴェンなど多岐に渡るレパートリーを誇っている。かつてはロマン派音楽とロシアとソ連のピアノ音楽を中心に、超絶技巧を聴かせる曲目が多かったが、近年ではワーグナーやブラームス、グバイドゥーリナやシュニトケなど、より内面的・瞑想的な性格の作曲家の作品にも意欲的にとりくみ、新境地を開拓している。

## ディスコグラフィー

### CD
- Tchaikovsky: Piano Concert No. 3/Dumka 1993, Accord
- Tchaikovsky: The four piano concertos, Hungarian Gypsy Melodies, Allegro c-moll in original version. 3 CDs, 1998, KOCH-Schwann[9]
- Russian songs: Rachmaninoff: 10 songs; Mussorgsky: Songs and Dances of Death; Scriabin: Piano Sonata No. 9 Black Mass with Anja Silja, soprano. Recording: Berlin, Jesus Christus Kirche, 2009, Sony/RCA Red Seal
- Tchaikovsky/Rachmaninoff: Sleeping Beauty/Dornröschen. Great Ballet-Suite for piano for four hands. Andrej Hoteev and Olga Hoteeva, piano. 2012, NCA[10]
- “Pure Mussorgsky”: Pictures at an Exhibition  & Songs and Dances of Death - played from the original manuscripts; Andrej Hoteev(piano) and Elena Pankratova(soprano). Berlin classics / Edel 2014[11]

### DVD
- Mussorgsky: Pictures at an Exhibition, 2001
- Prokofiew: Piano Sonata No. 6. (Op. 82), 2003

## 音源
- PUSKAS INTERNATIONAL Artist Management, London: Andrej Hoteev
- アンドレイ・ホテーエフ: アルフレッド・シュニトケのピアノ協奏曲(HIGH QUALITY)
- アンドレイ・ホテーエフ: ソフィア・グバイドゥーリナピアノ協奏曲(HIGH QUALITY)
- アンドレイ・ホテーエフ:  チャイコフスキー／ピアノ協奏曲　第1番　変ロ短調 第3楽章,(オリジナル中)(HIGH QUALITY)
- アンドレイ・ホテーエフ: はNo.3のピアノ協奏曲を発見 3パーツの チャイコフスキー(TBS系テレビ1996)
- アンドレイ・ホテーエフ: チャイコフスキー　ドゥムカ　作品５９(HIGH QUALITY)